# 方民悅
方民悅（1505年—？），字懋德，湖廣黃州府麻城縣人，軍籍，明朝政治人物。

## 生平
嘉靖七年（1528年）湖廣鄉試第十五名。嘉靖十四年（1535年），登第二甲第二十一名進士。历官户部郎中。二十年五月改任工部郎中，辅佐左副都御史戴金往四川采办大木。二十四年升任广东布政司右参议，二十九年二月升本省按察司副使。有《交黎抚剿事略》。

## 家族
曾祖方伯機；祖父方仕學；父方鳳，曾任知縣。母陶氏。具庆下。弟民怿、民懷、民協、民恂。